# Robbie Keane
Robert David Keane, mais conhecido como Robbie Keane (Dublin, 8 de julho de 1980), é um treinador e ex-futebolista irlandês que atuava como atacante. Atualmente comanda o Ferencváros.

## Carreira

### Clubes
Keane é o capitão e o maior artilheiro da Seleção Irlandesa. Atuou na Copa do Mundo de 2002 pela sua seleção, sendo o maior destaque da equipe: foi o artilheiro do time com três gols, dois deles, ambos de empate, feitos de maneira dramática, nos minutos finais dos jogos contra Alemanha e Espanha.
Contra os espanhóis, nas oitavas-de-final, também foi um dos dois irlandeses que conseguiram marcar na disputa por pênaltis. Sua estrela na Copa, de certa forma, acabou ofuscando o xará mais famoso, Roy Keane (com quem não tem parentesco), que pediu dispensa da equipe antes da competição.
Após o torneio, foi contratado pelo Tottenham Hotspur, equipe com a qual ele ficaria mais identificado. Permaneceu nos Spurs até o segundo semestre de 2008, quando foi contratado pelo Liverpool, contratado por cerca de 22,8 milhões de euros. Nos Reds, não conseguiu se firmar, permanecendo apenas uma temporada e retornando ao Tottenham ao final dela.
Após mais um ano nos Spurs, no início de 2010 anunciou-se uma nova saída, desta vez por empréstimo, para a equipe escocesa do Celtic. Será a segunda equipe não-inglesa da carreira de Keane, que chegou a defender a Internazionale, da Itália.
Em janeiro de 2011, foi novamente emprestado, desta vez ao West Ham United Football Club, clube que foi rebaixado para a Segunda Divisão da Inglaterra.

## Estatísticas
Atualizadas até dia 23 de janeiro de 2024.
| Ano   | Clube               | Jogos | Vitórias | Empates | Derrotas | Aproveitamento |
| ----- | ------------------- | ----- | -------- | ------- | -------- | -------------- |
| 2018  | Atlético de Kolkata | 3     | 2        | 0       | 1        | 66,67%         |
| 2023– | Maccabi Tel Aviv    | 32    | 24       | 6       | 2        | 75,00%         |

## Títulos
Seleção da Irlanda
- Campeonato Europeu Sub-19: 1998

 Tottenham Hotspur
- Copa da Paz: 2005

- Copa da Liga Inglesa: 2008

 Los Angeles Galaxy
- MLS Cup: 2011, 2012, 2014
- MLS Supporters' Shield: 2011
- Desert Diamond Cup: 2012